# Kim Roberts
Kim Roberts es una actriz canadiense, conocida por sus papeles como la alcaldesa Goodway en PAW Patrol, Greta en The Sinner, Christine en El cuento de la criada, Marnie en Schitt's Creek, Neeva en The Strain, Gloria en Lucky Seven, Camilla en Being Erica. Mazz en The Doodlebops, Sra. Arvin en I'm Not There, Deborah en Saw III y Saw IV y Sra. Bosco en The Cheetah Girls.

## Primeros años
Los padres de Roberts son del Caribe. Su madre, Josephine, es de la isla criolla de Dominica y su difunto padre, Oswald, nació en Jamaica. Se conocieron y se casaron en Toronto, Canadá, donde nacieron Roberts y su hermano Mark. Roberts todavía tiene estrechos vínculos con ambas islas. Cuando era niña, Roberts actuó como miembro de The Friendship Circle, un grupo de jóvenes cantantes y bailarines dirigido por Lois Lilienstein de Sharon, Lois and Bram y su compañera Louise. El conjunto realizó giras locales, cantando canciones populares en escuelas y festivales como Mariposa, además de aparecer en el programa de televisión de Bram. Bajo la dirección de sus primos Alcaldees, Roberts comenzó su carrera teatral como protagonista de producciones caseras realizadas para amigos y padres. Asistió a un laboratorio de teatro en la Universidad de Toronto a los 12 años, lo que solidificó su interés en el oficio. Mientras estaba inscrito en el programa para superdotados de la Escuela Secundaria Earl Haig, Roberts recibió un permiso especial para entrar en la corriente de actuación de la Escuela de Artes Claude Watson. Roberts terminó sus estudios en CW Jefferys Collegiate Institute.

## Carrera
Roberts asistió a la Universidad de Ontario Occidental con especialización en ciencias políticas y especialización en filosofía, con miras a convertirse en abogada. Un verano, una clase de teatro tomada en la Universidad York generó una invitación de Ron Singer, director del departamento de Teatro, para estudiar en York. Roberts aceptó la invitación un año después, pero antes de completar sus estudios, audicionó y participó en la producción en gira de Company of Sirens de "No Problems Here". Actuó, produjo y dirigió para la compañía durante los siguientes tres años. Roberts se expandió hacia el cine y la televisión y se convirtió en la primera mujer de ascendencia africana en interpretar a la heroína en un comercial canadiense televisado a nivel nacional. El anuncio era para el jarabe para la tos Benylin. Desde entonces, el currículum de Roberts ha crecido hasta incluir papeles protagónicos y recurrentes en más de 200 créditos diferentes en pantalla. Ha compartido pantalla y escenario con lo mejor de la comunidad artística, incluidos Christopher Plummer, Helen Mirren, Jackie Chan, Lindsay Lohan, Eugene Levy, Debbie Gibson, James Garner, Julie Andrews, Robin Williams, Alfre Woodard, Mariah Carey, Raven- Symoné, Wesley Snipes, Tom Selleck, Farrah Fawcett y más. Ha sido dirigida y producida por muchas luminarias de la industria, entre las que destacan Steven Spielberg, Maya Angelou, Todd Haynes, Sidney Lumet y Peter Bogdanovich.
Obsidian Theatre Company, la principal compañía de teatro negro de Canadá, se fundó en la casa de Roberts y ella es una de los trece miembros fundadores. Roberts narró e interpretó The Book of Negroes para el podcast Between the Covers de la Canadian Broadcasting Corporation.
Mientras filmaba In the Company of Spies, en 1999, Roberts se convirtió en uno de los primeros actores en filmar una escena dentro de la sede de la CIA en Langley, Virginia.

## Vida personal
Roberts estuvo una vez vinculada sentimentalmente con el músico de jazz Christian McBride. Vivió en unión libre con el actor canadiense Peter Bryant.

## Filmografía

### Cine
| Año  | Título                               | Papel                     |
| ---- | ------------------------------------ | ------------------------- |
| 1996 | Extreme Measures                     | Enfermera a domicilio     |
| 1997 | Bad Day on the Block                 | Operadora del 911         |
| 1997 | Critical Care                        | Pasante #1                |
| 1998 | Blues Brothers 2000                  | Bailarina                 |
| 1998 | Down in the Delta                    | Isabelle                  |
| 1999 | Judgment Day: The Ellie Nesler Story | Amiga de la iglesia, 1983 |
| 2000 | Chain of Command                     | Stephanie Ellis           |
| 2000 | Roba esta película                   | Auditora                  |
| 2001 | Glitter                              | Sra. Wilson               |
| 2002 | The Tuxedo                           | Enfermera de urgencias    |
| 2003 | The Cheetah Girls                    | Sra. Bosco                |
| 2004 | Dawn of the Dead                     | Cora                      |
| 2006 | El hombre del año                    | Maquilladora              |
| 2006 | One Way                              | Norah                     |
| 2006 | Saw III                              | Deborah                   |
| 2007 | Complete Idiot                       | Wanda                     |
| 2007 | Charlie Bartlett                     | Dra. Linda Jenkins        |
| 2007 | I'm Not There                        | Sra. Arvin                |
| 2007 | Saw IV                               | Deborah                   |
| 2007 | What If God Were the Sun?            | Maricela                  |
| 2008 | Nurse.Fighter.Boy                    | Pasante                   |
| 2008 | Saving God                           | Dra. Munson               |
| 2010 | Reviving Ophelia                     | Lindsay                   |
| 2013 | Carrie                               | Ms. Arlene Walsh          |
| 2014 | Dra. Cabbie                          | Secretaria de sala        |
| 2015 | Remember                             | Paula                     |
| 2015 | Fading Light (Short)                 | Ms. Thomas                |
| 2016 | A Man's Story (Short)                | Léonie Eganda             |
| 2018 | Love Jacked                          | Tía Hilary                |
| 2021 | PAW Patrol: The Movie                | Alcaldesa Goodway (voz)   |
| 2023 | PAW Patrol: The Mighty Movie         | Alcaldesa Goodway (voz)   |

### Televisión
| Año           | Título                            | Papel                               | Notas                                       |
| ------------- | --------------------------------- | ----------------------------------- | ------------------------------------------- |
| 1993          | Street Legal                      | Oficial de inmigración              | Episodio: Faking It                         |
| 1993          | E.N.G.                            | Enfermera                           | Episodio: Legacy                            |
| 1999          | Little Men                        | Sylvia Walker                       | Episodio: Family Business                   |
| 1999          | The City                          | Secretaria                          | Episodio: Blindside!                        |
| 2000          | The Others                        | Enfermera                           | Episodio: Pilot                             |
| 2001          | Doc                               | Vecina                              | Episodio: Pilot: Part 1                     |
| 2001          | The Associates                    | Delores                             | 5 episodios                                 |
| 2001          | Soul Food                         | Shelley                             | Episodio: Fly Away Home (2001)              |
| 2002          | Tracker                           | Miss Price                          | Episodio: Dark Road Home                    |
| 2002          | Odyssey 5                         | Dra. Egrari                         | 2 episodios                                 |
| 2002          | Get a Clue                        | Miss Stern                          |                                             |
| 2003-2008     | Degrassi: The Next Generation     | Sra. Smith                          | 4 episodios                                 |
| 2004          | Wonderfalls                       | Peggy                               | Episodio: Wax Lion                          |
| 2004          | Paradise Falls                    | La doctora                          | 2 episodios                                 |
| 2005          | Mayday: catástrofes aéreas        | Ruth Green                          | Episodio: Runaway Train                     |
| 2005          | Los Doodlebops                    | Mazz                                | 26 episodios (primera temporada)            |
| 2006          | True Crimes: The First 72 Hours   | Señora de la Iglesia Olive Williams | Episodio: Frenzy (2006)                     |
| 2006          | The Path to 9/11                  | Pan Am administrator                | 2 episodios                                 |
| 2007          | Strangers in the Night            | G.G. Gryce                          |                                             |
| 2008          | The Trojan Horse                  | Enfermera de urgencias              | Parte uno                                   |
| 2009          | Turbo Dogs                        | Delivery Dog (voz)                  | Episodio: Ruffing It                        |
| 2009          | Soul                              | Roslyn                              | 5 episodios                                 |
| 2009          | Da Kink in My Hair                | Alisha                              | Episodio: Honesty the Best Policy?          |
| 2009          | Almacén 13                        | Guía turística del Smithsonian      | Piloto                                      |
| 2009          | Guns                              | Althea Beckford                     | 2 episodios                                 |
| 2010-2013     | Rookie Blue                       | Nan / Anita Nash                    | 2 episodios                                 |
| 2010          | Wingin' It                        | Sra. Carter                         | Episodio: Cheer Me Up                       |
| 2010          | El puente                         | Marta Davin                         | Episodio: Damned If You Do                  |
| 2010          | Blue Bloods                       | Jueza Waters                        | Episodio: Pilot                             |
| 2010          | La reina de las sombras           | Esther                              | Episodio: Oh Kappa, My Kappa                |
| 2010          | Razzberry Jazzberry Jam           | Sra. Trumpet (voz)                  | Episodio: Genre Busters                     |
| 2010          | Being Erica                       | Camilla                             | 5 episodios                                 |
| 2010          | The Ron James Show                | Gerente                             |                                             |
| 2010          | Bloodletting & Miraculous Cures   | Enfermera Ronai                     | Episodio: All Souls                         |
| 2011          | Suits                             | Glenda                              | Episodio: Dirty Little Secrets              |
| 2011          | Against the Wall                  | Alice                               |                                             |
| 2012          | The L.A. Complex                  | Trabajadora de servicios infantiles |                                             |
| 2013          | Lucky 7                           | Gloria                              | 4 episodios                                 |
| 2014          | Remedy                            | Tía Priscilla                       | Episodio: The Little Things (2014)          |
| 2014          | The Strain                        | Neeva                               | 2 episodios                                 |
| 2015          | Schitt's Creek                    | Marnie                              | Episodio: Allez-Vous (2015)                 |
| 2015          | Single Ladies                     | Amelia Lawrence                     | Episodio: Remix (2015)                      |
| 2017          | Ransom                            | Penny Williams / Sra. Lewis         | 2 episodios                                 |
| 2017          | Cloudy with a Chance of Meatballs | Regina Devereaux (voz)              | Episodio: Virtu-Earl Reality                |
| 2017          | El cuento de la criada            | Christine                           | The Other Side                              |
| 2018          | In Contempt                       | Judge Wells                         | 3 episodios                                 |
| 2017-18       | Baroness von Sketch Show          | Martha / Kim / Mujer del spa #3 /   | 3 episodios                                 |
| 2018          | Dino Dana                         | Dra. White                          | Episodio: Dinosauroid/Dino Dana Says        |
| 2019          | The Kindness of Strangers         | Mujer de civil                      |                                             |
| 2018-19       | Killjoys                          | Ginny                               | 3 episodios                                 |
| 2019          | When Hope Calls                   | Pearl Mayfair                       | 7 episodios                                 |
| 2019          | Abby Hatcher                      | Sra. Melvin (voz)                   | 8 episodios                                 |
| 2020–presente | PAW Patrol                        | Alcalde Goodway (voz)               | Temporada 7-presente                        |
| 2020          | Is There a Killer in My Family?   | Sra. Palmer                         |                                             |
| 2019-20       | Diggstown                         | Ona Reeves                          | 2 episodios                                 |
| 2020          | In the Dark                       | Pam Clarke                          | 3 episodios                                 |
| 2020          | Grand Army                        | Wanda                               | Episodio: Superman This S**t (2020)         |
| 2021          | The Sinner                        | Greta                               | 2 episodios                                 |
| 2023          | Workin' Moms                      | Maggie                              | 2 episodios                                 |
| 2023          | Rubble & Crew                     | Alcalde Goodway (voz)               | 2 episodios                                 |
| 2023          | The Good Doctor                   | Mamá de Yara                        | Episodio: "Second Chances and Past Regrets" |